# Midlothian (Texas)
Midlothian és una ciutat dels Estats Units a l'estat de Texas. Segons el cens del 2000 tenia 7.480 habitants.

## Demografia
Segons el cens del 2000, Midlothian tenia 7.480 habitants, 2.650 habitatges, i 2.011 famílies. La densitat de població era de 76,6 habitants/km².
Dels 2.650 habitatges en un 42,7% hi vivien nens de menys de 18 anys, en un 59,9% hi vivien parelles casades, en un 11% dones solteres, i en un 24,1% no eren unitats familiars. En el 19,9% dels habitatges hi vivien persones soles el 7,4% de les quals corresponia a persones de 65 anys o més que vivien soles. El nombre mitjà de persones vivint en cada habitatge era de 2,82 i el nombre mitjà de persones que vivien en cada família era de 3,25.
Per edats la població es repartia de la següent manera: un 31,2% tenia menys de 18 anys, un 8,8% entre 18 i 24, un 32,9% entre 25 i 44, un 19,3% de 45 a 60 i un 7,8% 65 anys o més.
L'edat mediana era de 31 anys. Per cada 100 dones de 18 o més anys hi havia 97,7 homes.
La renda mediana per habitatge era de 49.464 $ i la renda mediana per família de 55.055 $. Els homes tenien una renda mediana de 37.151 $ mentre que les dones 27.209 $. La renda per capita de la població era de 19.329 $. Aproximadament el 4,4% de les famílies i el 6,3% de la població estaven per davall del llindar de pobresa.

## Poblacions més properes
El següent diagrama mostra les poblacions més properes.